# Nổi tiếng không nhờ tài năng
Sự nổi tiếng không nhờ tài năng là một thuật ngữ thường được dùng theo nghĩa miệt thị dành cho những người nổi tiếng mà không có lý do rõ ràng nào (khác với sự nổi tiếng dựa trên thành tích, kỹ năng hoặc tài năng) và dường như chỉ tự tìm cách tạo ra danh tiếng cho mình, thông thường là tai tiếng. Thuật ngữ này cũng có thể dùng để chỉ những người đạt được danh tiếng thông qua mối quan hệ gia đình hoặc mối quan hệ với một người nổi tiếng hiện tại.

## Lịch sử
Trong tiếng Anh, thuật ngữ famous for being famous (nổi tiếng vì nổi tiếng) bắt nguồn từ một bài phân tích về cách mà phương tiện truyền thông thống trị thế giới có tên The Image: A Guide to Pseudo-events in America (1962), của nhà sử học kiêm nhà lý thuyết xã hội Daniel J. Boorstin. Trong bài phân tích, ông định nghĩa người nổi tiếng (celeb) là "một người được biết đến vì sự nổi tiếng của mình". Ông lập luận thêm rằng cuộc cách mạng đồ họa trong báo chí và các hình thức truyền thông khác đã tách biệt danh tiếng khỏi sự vĩ đại, và sự tách biệt này đã đẩy nhanh sự suy tàn của "danh tiếng" thành "tai tiếng" đơn thuần. Trong nhiều năm qua, cụm từ này đã được diễn đạt là "người nổi tiếng là người nổi tiếng vì sự nổi tiếng".
Thuật ngữ này đã được sử dụng để mô tả những nhân vật như Paris Hilton và Nicole Richie trong phương tiện thông tin giải trí. Gần đây hơn, thuật ngữ này được dùng để chỉ gia đình nhà Kardashian. Trong một cuộc phỏng vấn năm 2011 với một số thành viên nhà Kardashian, người phỏng vấn Barbara Walters đã nói, "Tất cả các bạn thường được mô tả là 'nổi tiếng vì nổi tiếng'. Các bạn không thực sự diễn xuất, không hát, không nhảy. Các bạn không có bất kỳ - hãy tha thứ cho tôi - bất kỳ tài năng nào."  Sau đó vào năm 2016, Time mô tả gia đình Kardashian là những người nổi tiếng khắp nơi vì là những ngôi sao truyền hình thực tế có thu nhập cao nhất. 